# Periscepsia labradorensis
Periscepsia labradorensis là một loài ruồi trong họ Tachinidae.